# De L'Église (métro de Montréal)
De l'Église est une station de la ligne verte du Métro de Montréal. Elle est située rue de l'Église dans l'arrondissement de Verdun à Montréal, province de Québec au Canada.

## Situation sur le réseau

Plan du métro (2021).

Établie en souterrain, De L'Église est une station de passage de la ligne verte du métro de Montréal. Elle est située entre la station Verdun, en direction du terminus sud Angrignon, et la station LaSalle, en direction du terminus nord Honoré-Beaugrand.
Elle dispose des deux voies de la ligne, encadrées par deux quais latéraux. 

## Histoire
La station De L'Église est mise en service le 3 septembre 1978, lors de la mise en service du prolongement de Atwater au nouveau terminus de Angrignon. Elle est nommée en référence à la rue éponyme qu'elle dessert. Cette rue a été renommée ainsi du fait de la construction de l'église,. La station est due aux architectes Lemay et Leduc qui,  confrontés à un effondrement le 20 mars 1974 du fait de schistes d'Utica, ont modifiés sa disposition pour résoudre ce problème. Les voies sont placées l'une au-dessus de l'autre, accompagnée chacune d'un quai latéral situé à gauche des circulations, ce qui provoque une ouverture des portes des rames du côté opposé à celui de la grande majorité des autres stations. Cette disposition, non prévue à l'origine, a également provoquée des cages distinctes pour les escaliers mécaniques et les escaliers fixes.

## Services aux voyageurs

### Accès et accueil
La station dispose de deux édicules : 250, avenue Galt et 133, avenue de l'Église.
L'édicule Galt comporte deux sorties qui mènent sur la Rue Galt et l'édicule De l'Église comporte une seule sortie qui mène à la Rue Ross.

Installations
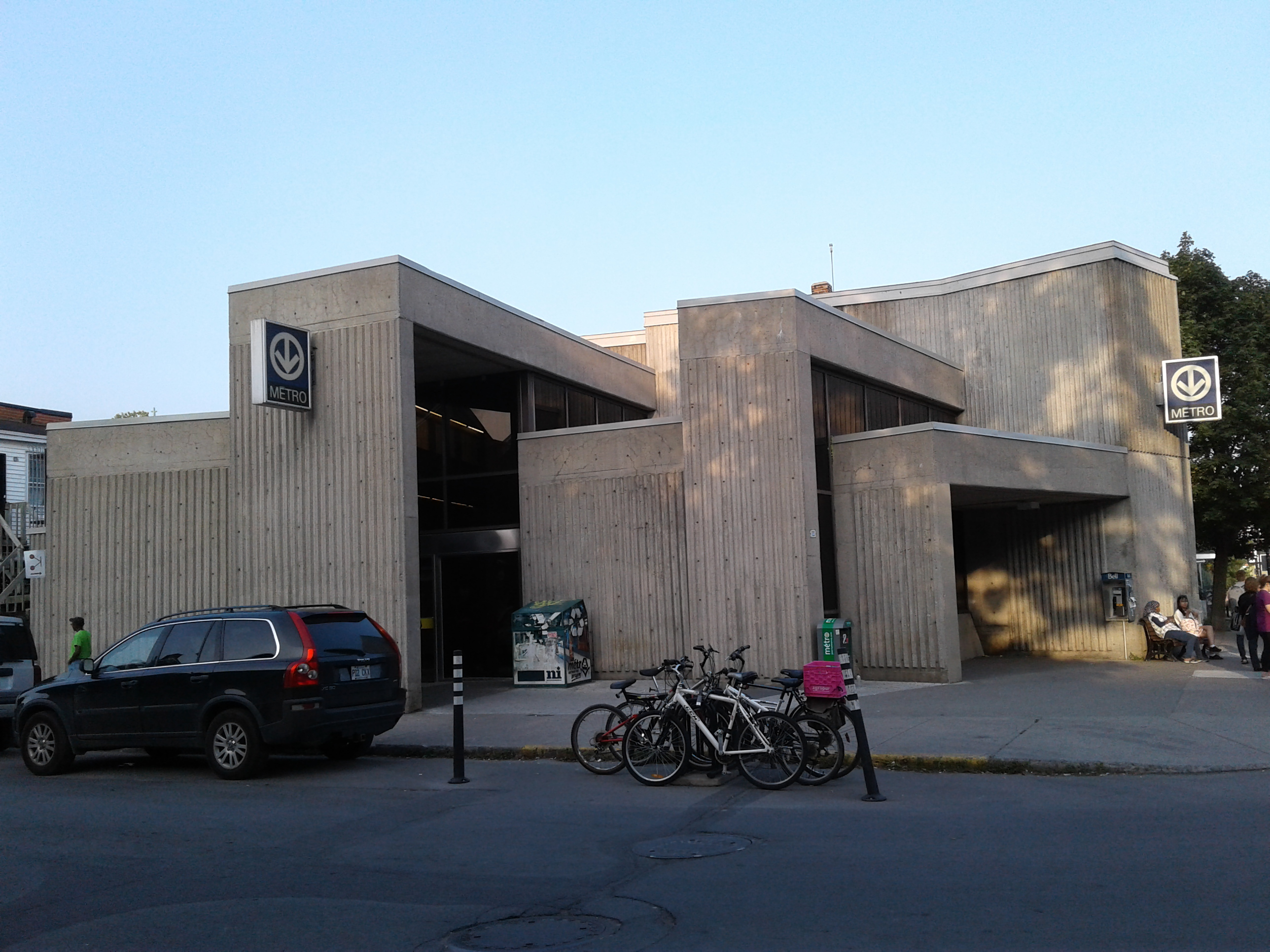
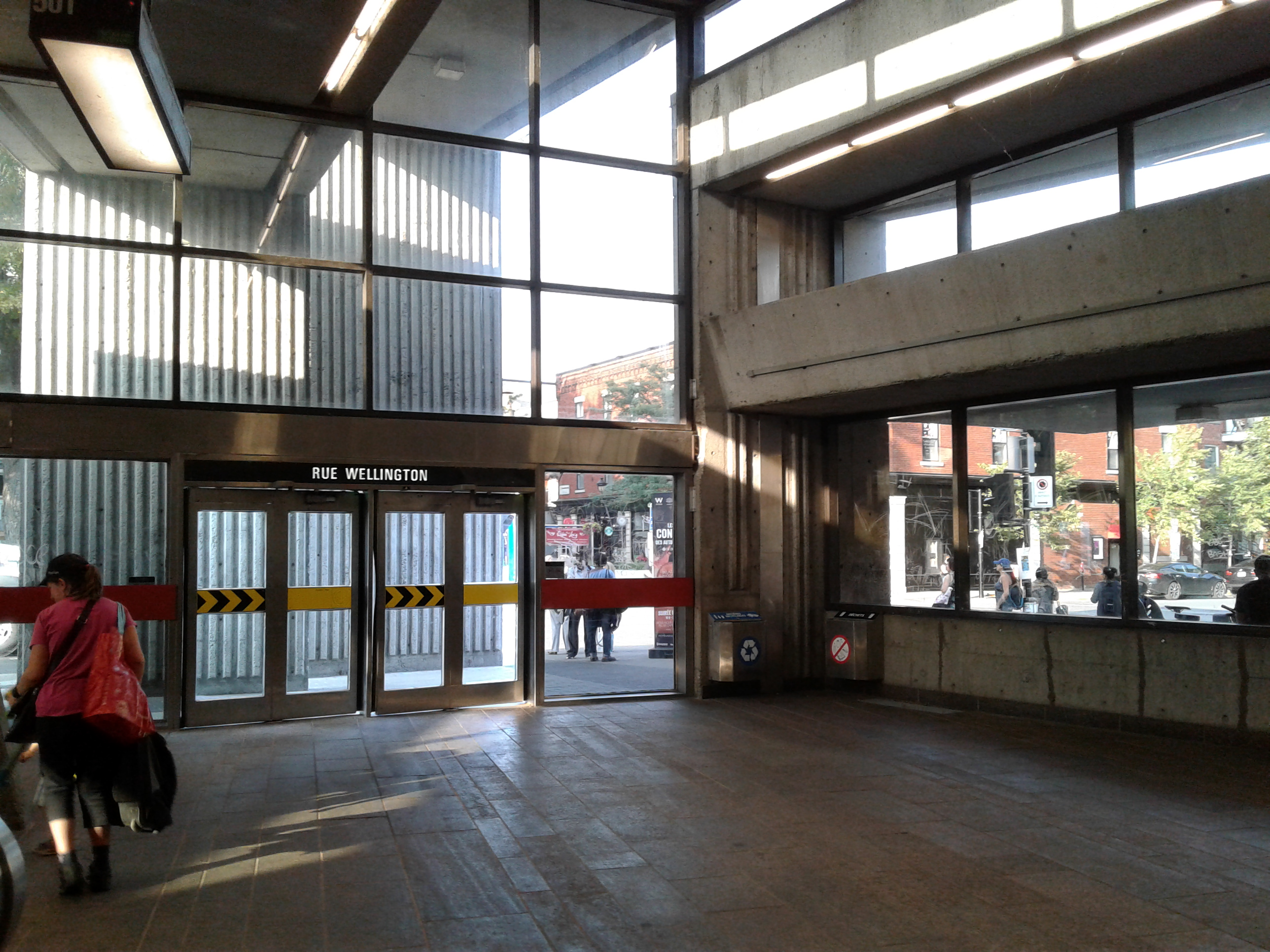
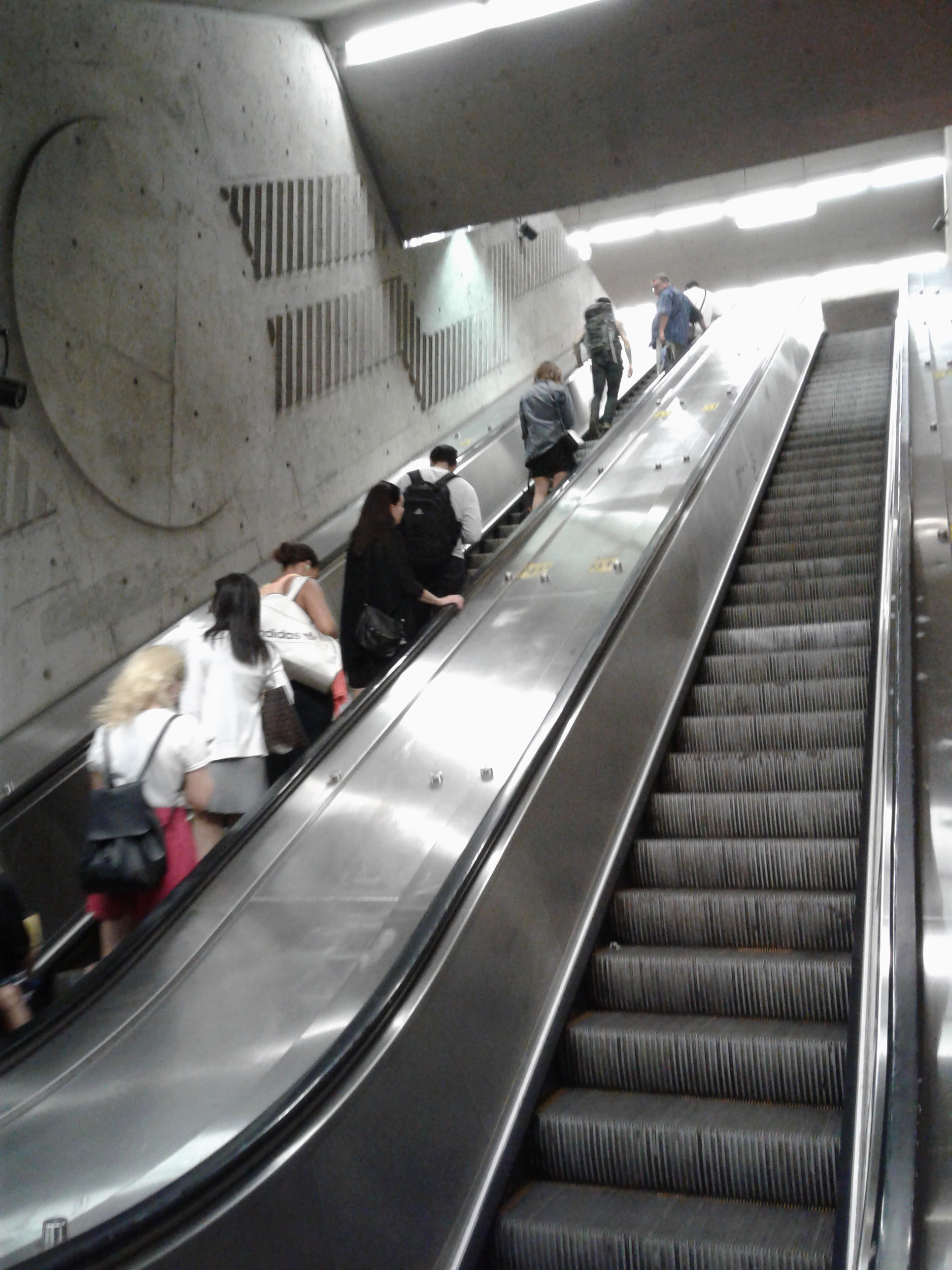

### Desserte
De L'Église est desservie par les rames qui circulent sur la ligne verte du métro de Montréal. Le premier passage a lieu : tous les jours, à 05h59, en direction de Angrignon, et à 05h35, en direction de Honoré-Beaugrand, le dernier passage a lieu : direction Angrignon, en semaine et le dimanche à 01h11, le samedi à 01h41 ; direction Honoré-Beaugrand, en semaine et le dimanche à 00h40, le samedi à 01h10. Les fréquences de passage sont de 3 à 12 minutes suivant les périodes.

Installations et desserte
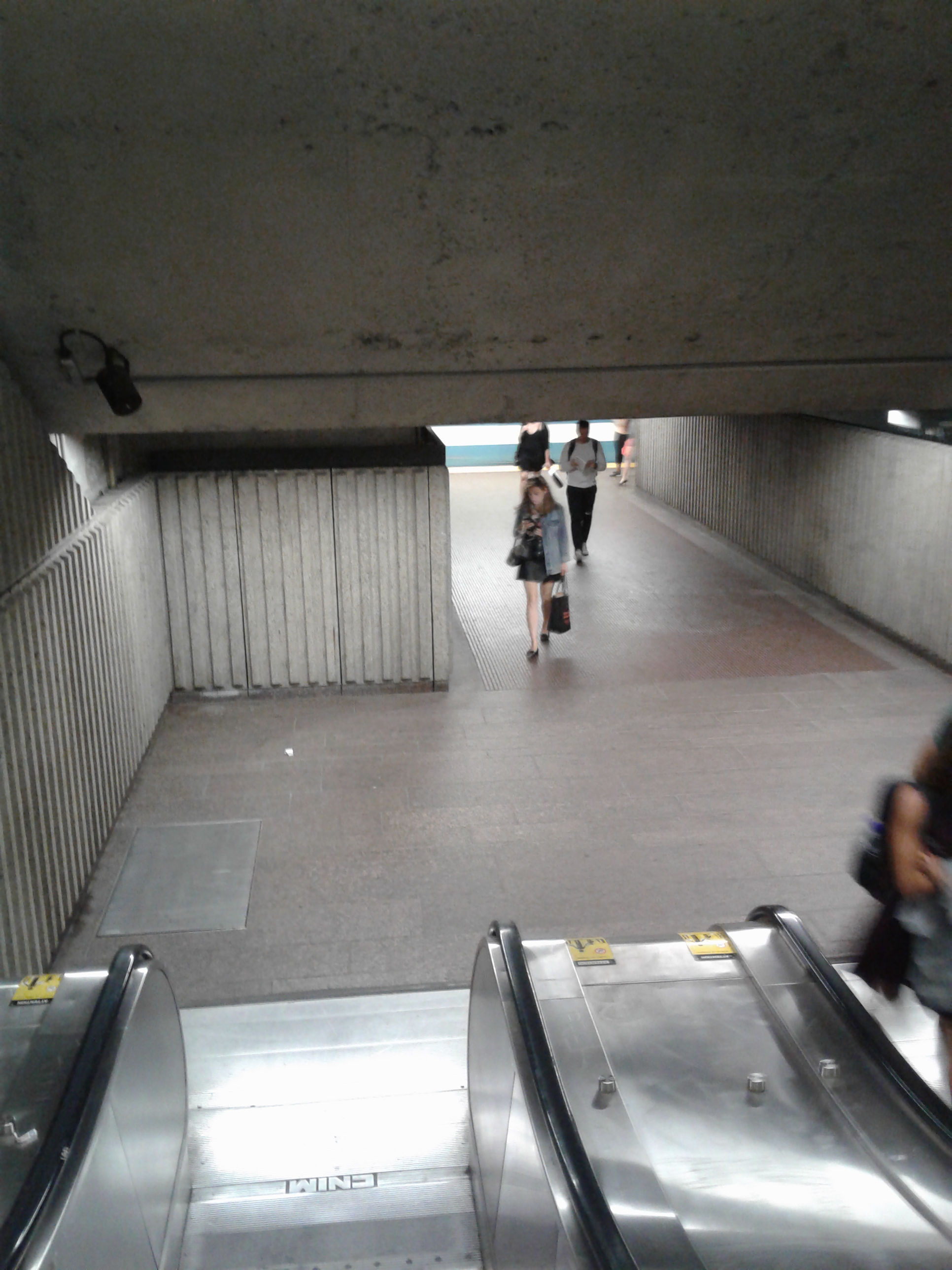
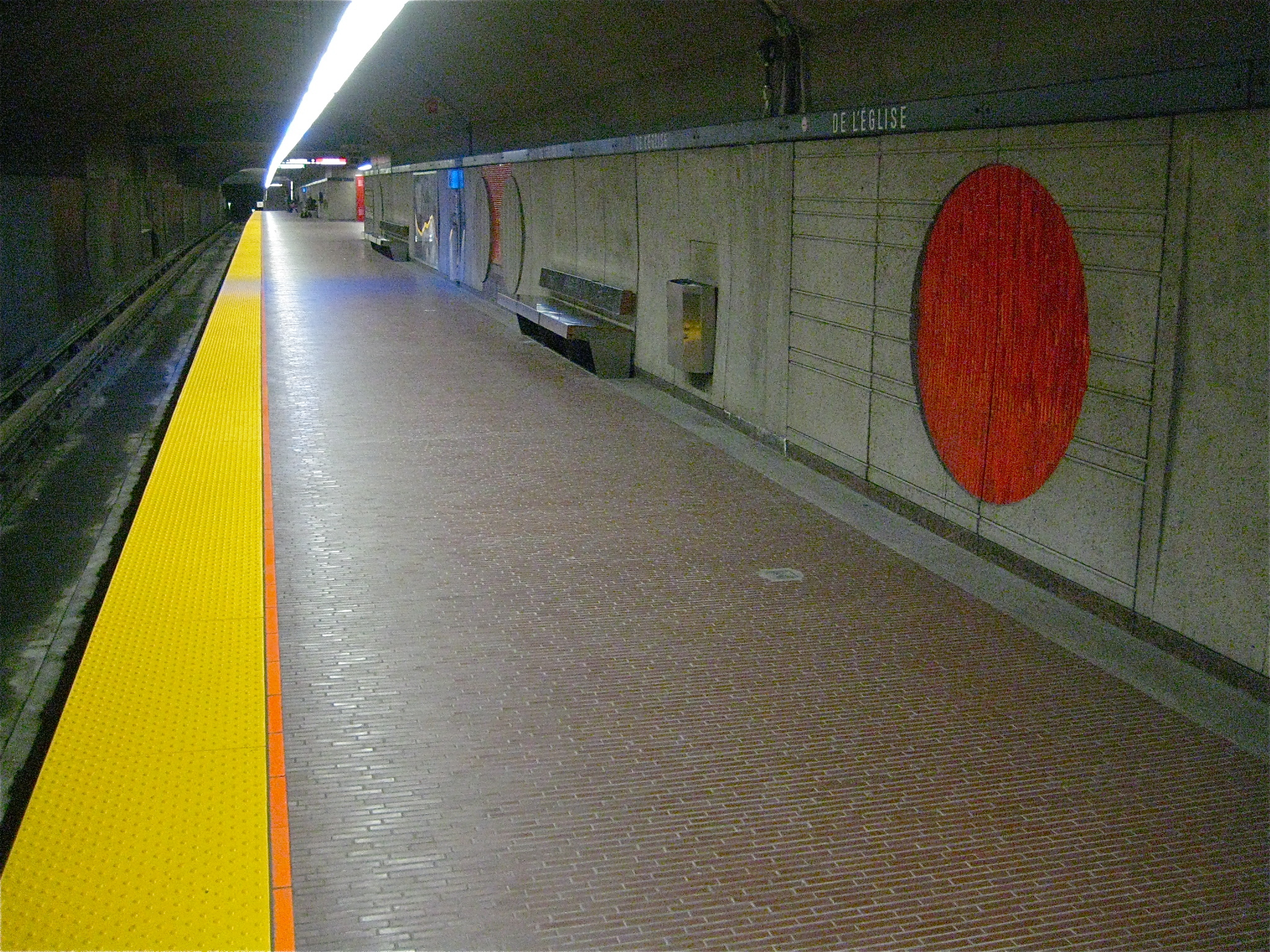
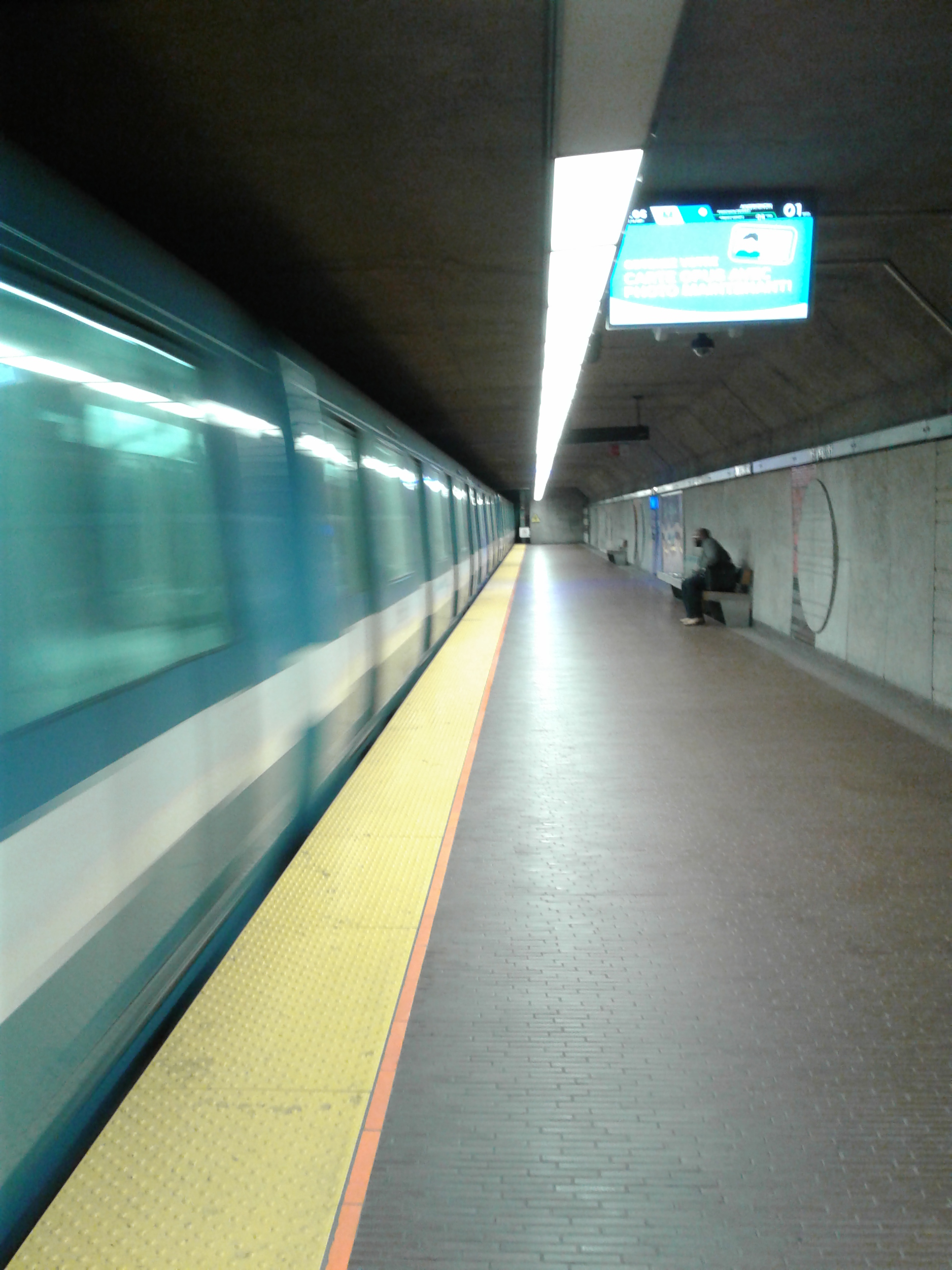

### Intermodalité
Proche de la station, des arrêts d'autobus sont desservis par les lignes de jour : 12 Île-des-Sœurs, 38 De l'Église, 61 Wellington et 71 Pointe-Saint-Charles; et par une ligne de nuit : 350 Verdun / LaSalle.
Depuis le 26 août 2024, la ligne 58 Wellington est abolie, au profit de la ligne 61 Wellington. La ligne 71 Pointe-Saint-Charles desservira cette station en direction de la station Guy-Concordia.

## L'art dans la station
C'est une station composante de l'Art du métro de Montréal, elle abrite l'œuvre « Bas-reliefs » (1978), béton cannelé, de Claude Théberge, installation dans toute la station.

« Bas-reliefs »
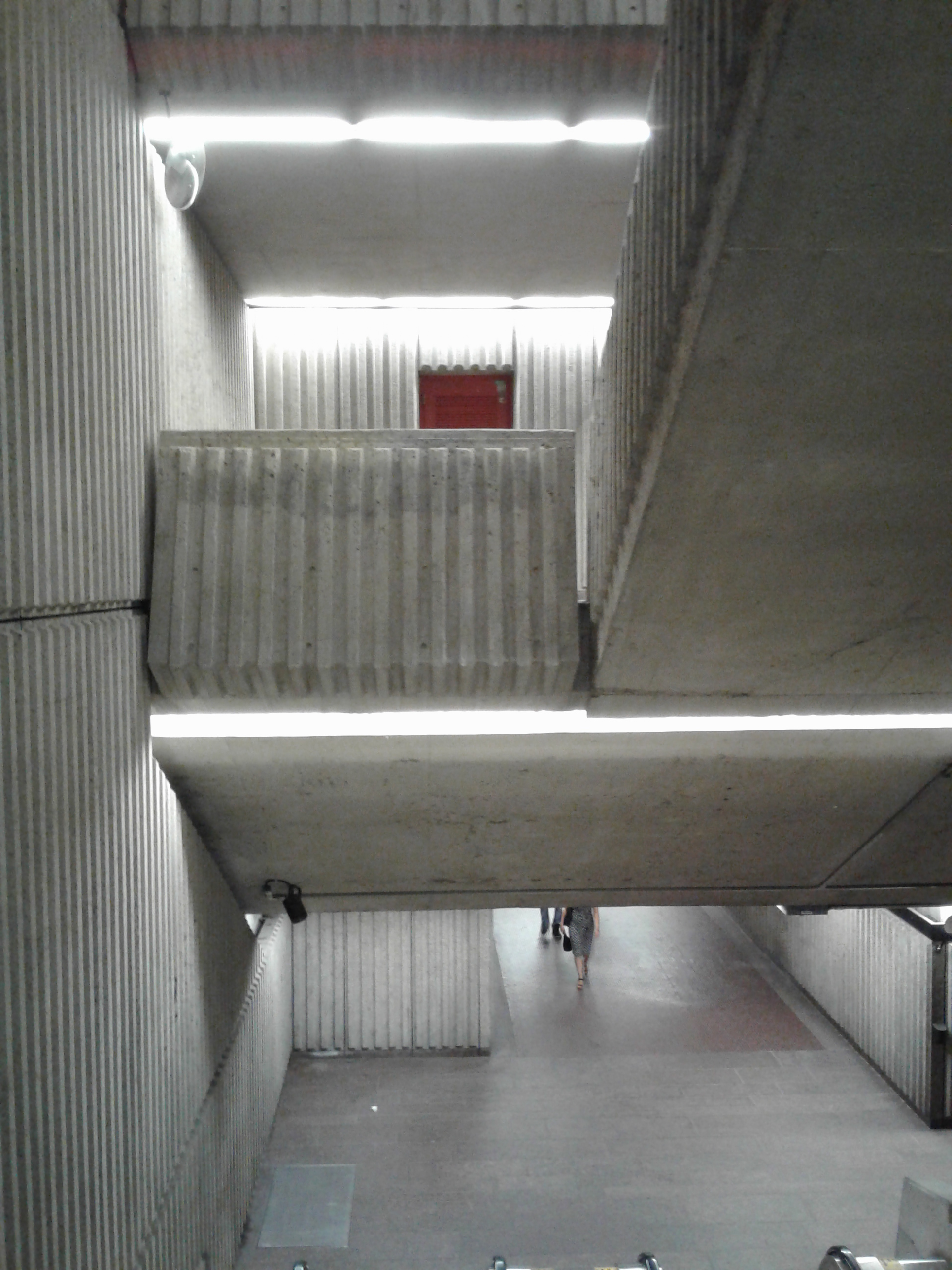
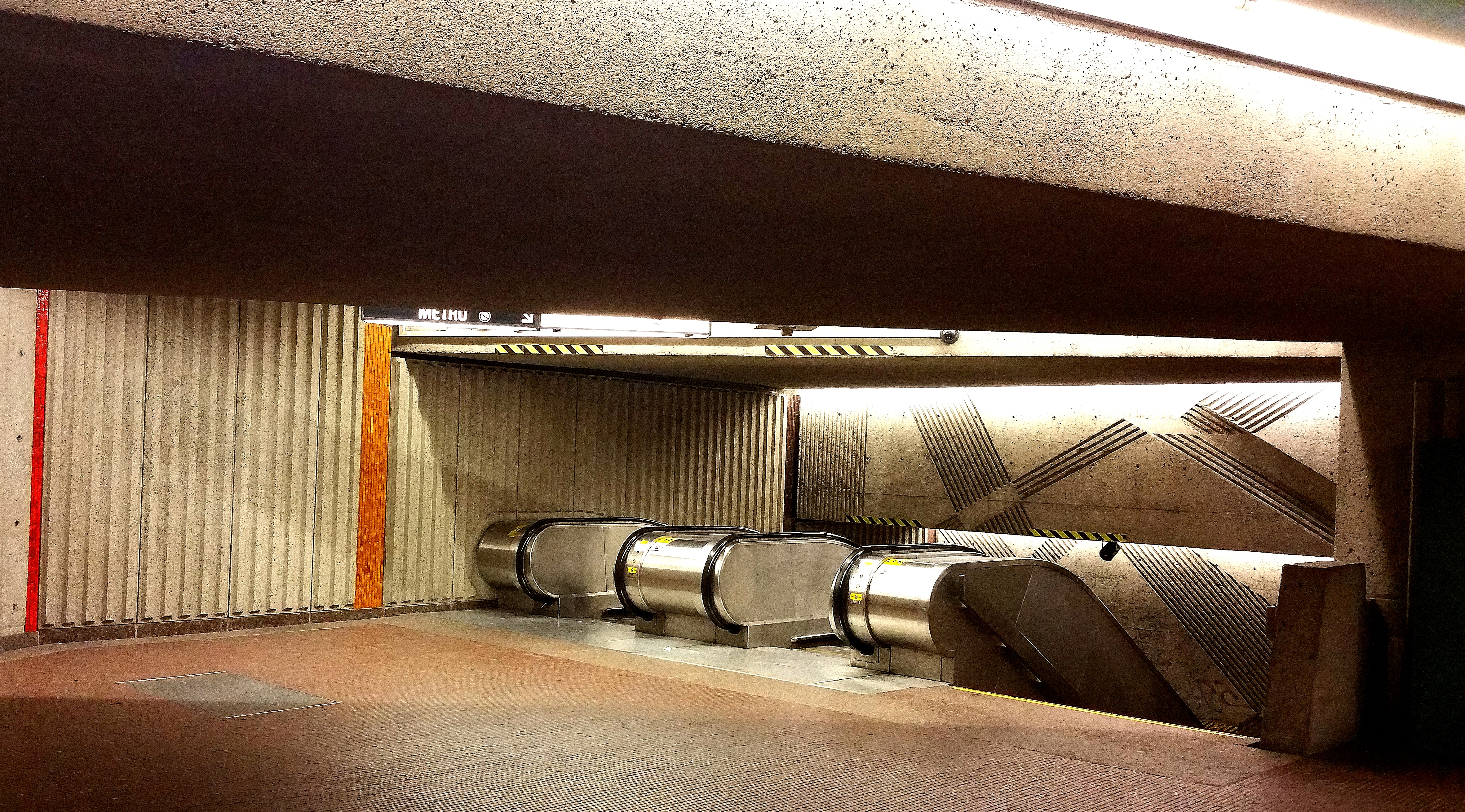
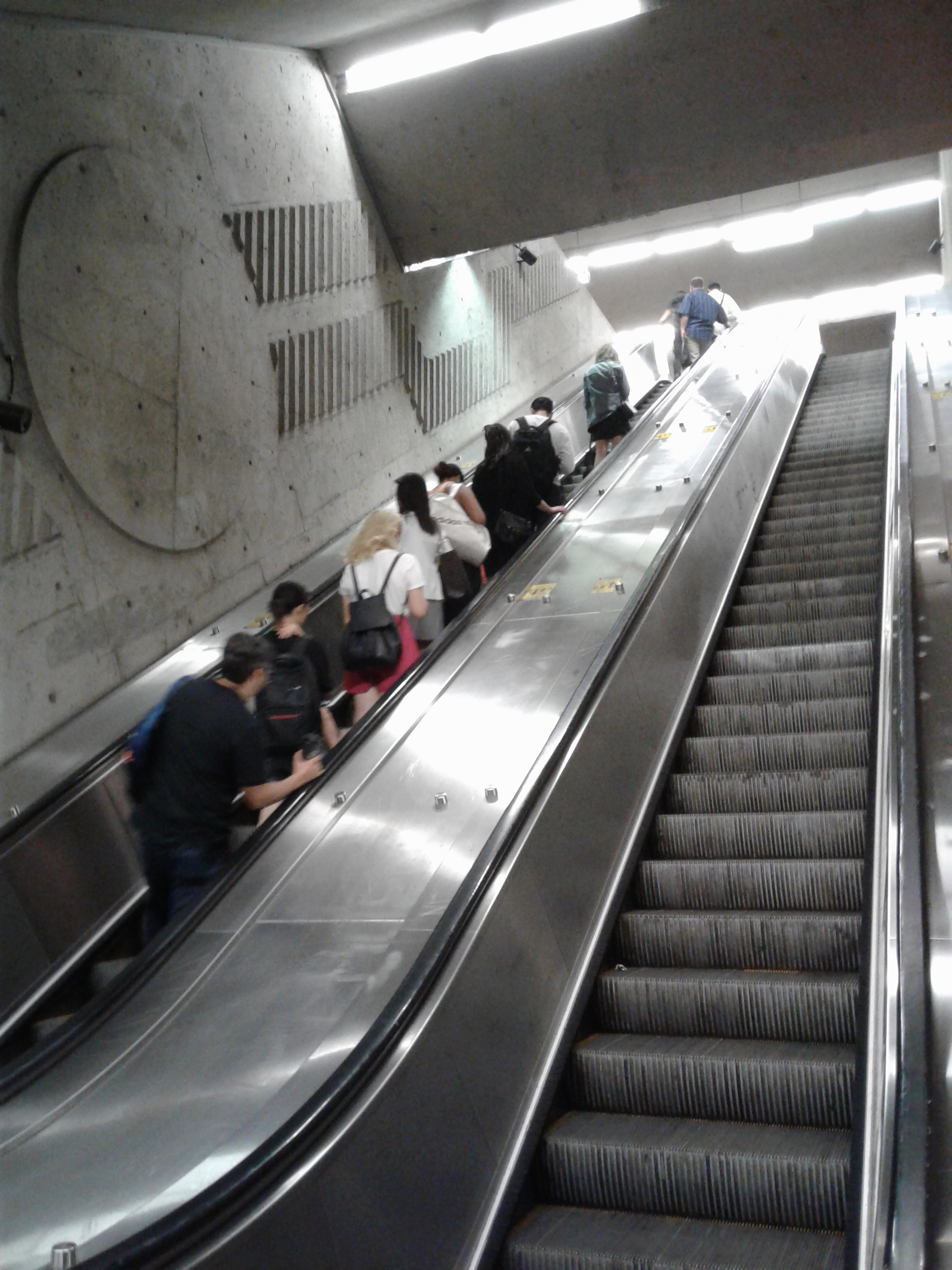

## À proximité
- Santé et Bien-être social Canada
- Centre de services sociaux du Montréal Métropolitain b.s.s. Sud-Ouest
- Hôpital de Verdun
- Auditorium de Verdun
- Église Notre-Dame-des-Sept-Douleurs de Montréal
- École Notre-Dame-des-Sept-Douleurs
- Parc Arthur-Therrien